# Petrasaari (ö i Finland, Södra Karelen, Villmanstrand, lat 61,35, long 28,17)
Petrasaari är en ö i Finland. Den ligger i sjön Saimen och i kommunen Taipalsaari i den ekonomiska regionen  Villmanstrands ekonomiska region  och landskapet Södra Karelen, i den södra delen av landet, 220 km nordost om huvudstaden Helsingfors. Öns area är 13,7 hektar och dess största längd är 0,6 kilometer i öst-västlig riktning.